# Crocodilosa
Crocodilosa — рід павуків з родини павуків-вовків (Lycosidae). Містить 5 видів. Поширені в Африці та Південній Азії.

## Види
- Crocodilosa kittenbergeri Caporiacco, 1947 — Східна Африка
- Crocodilosa leucostigma (Simon, 1885) — Індія
- Crocodilosa maindroni (Simon, 1897) — Індія
- Crocodilosa ovicula (Thorell, 1895) — М'янма
- Crocodilosa virulenta (O. Pickard-Cambridge, 1876) — Єгипет